# Max Tau
Max Tau (geboren 19. Januar 1897 in Beuthen O.S.; gestorben 13. März 1976 in Oslo) war ein deutsch-norwegischer Schriftsteller, Lektor und Verleger.

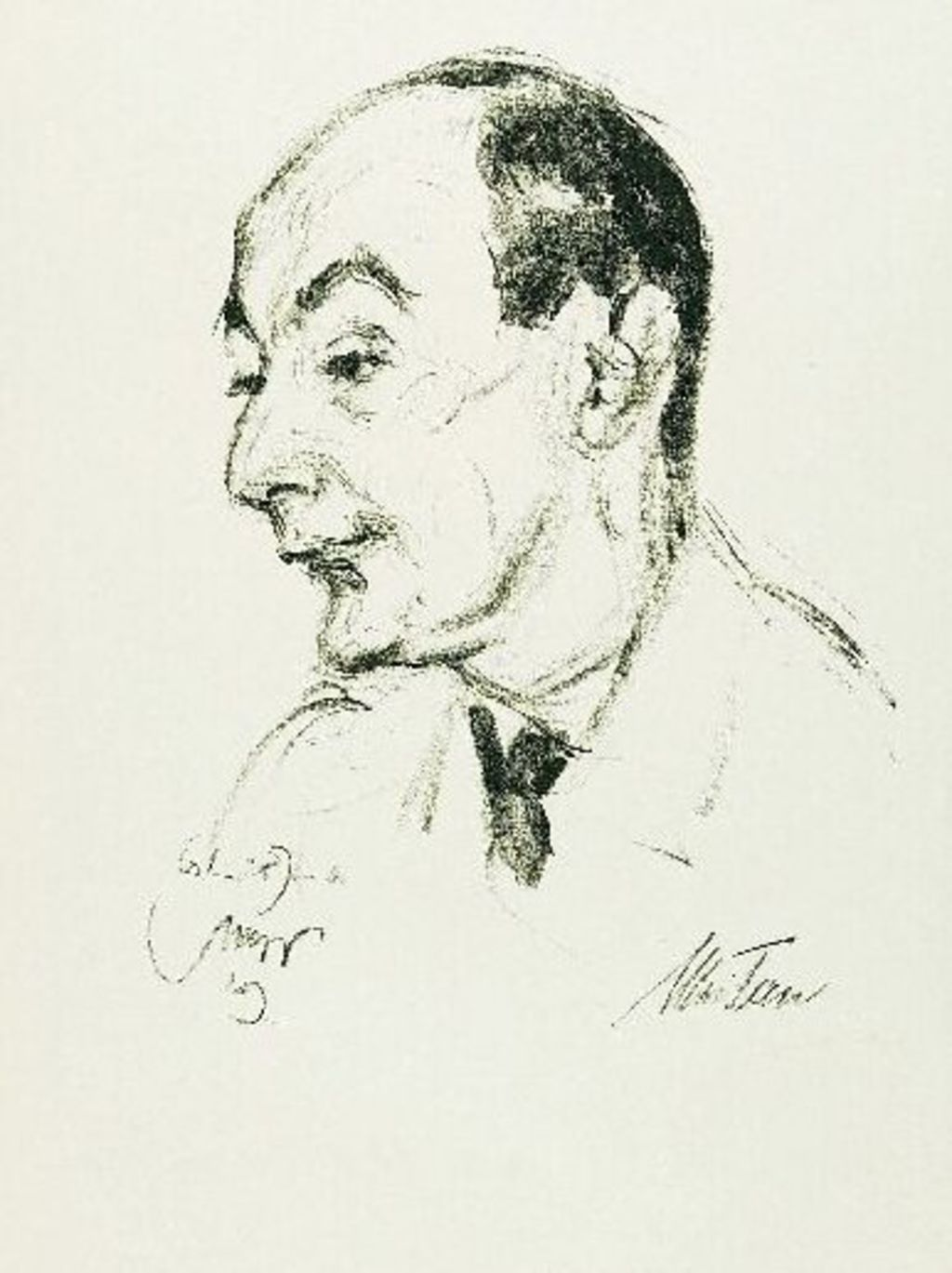
Max Tau, Lithografie von Emil Stumpp (1929)

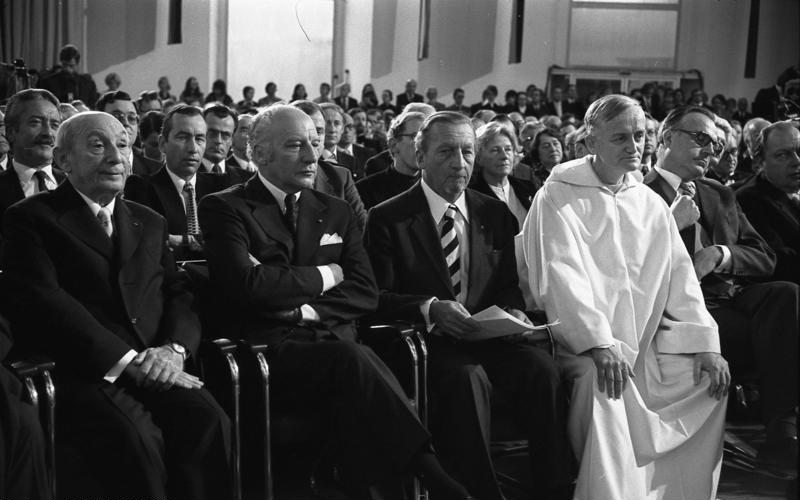
Max Tau, ganz links, 1974 bei der Verleihung des Friedenspreises des Börsenvereins des Deutschen Buchhandels an Frère Roger in der Frankfurter Paulskirche.

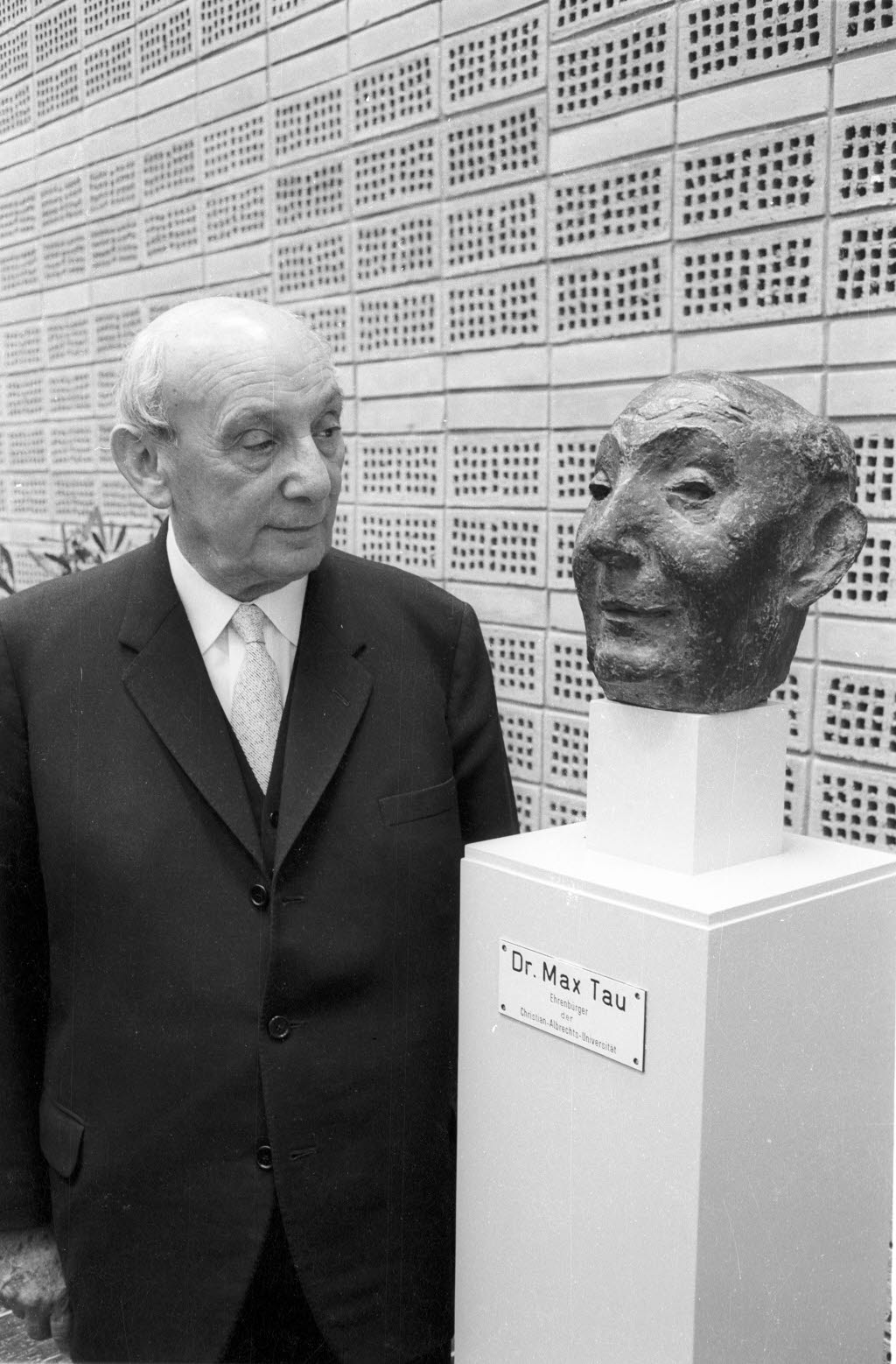
Max Tau und Büste in der Bibliothek der Christian-Albrechts-Universität zu Kiel (1967)

## Leben und Werk
Nach dem Studium der Philosophie, Psychologie und Germanistik in Berlin, Hamburg und Kiel promovierte Tau 1928 über den „assoziativen Faktor in der Landschafts- und Ortsdarstellung Theodor Fontanes“.
Während seiner anschließenden Arbeit als Cheflektor des Bruno-Cassirer-Verlages in Berlin entdeckte und förderte er beispielsweise Walter Bauer, Marie-Luise Kaschnitz, Wolfgang Koeppen, Horst Lange, August Scholtis, Kurt Münzer und Josef Wiessalla. Er sorgte für das Bekanntwerden des tschechischen Schriftstellers Karel Čapek in Deutschland und ebenso für die Verbreitung zeitgenössischer norwegischer Literatur, etwa von Olav Duun, Johan Falkberget, Sigrid Undset, Tarjei Vesaas und Herman Wildenvey. Außerdem war er Herausgeber der Sammlungen Der deutsche Roman und Die deutsche Novelle sowie der gesammelten Werke von Hermann Stehr.
Etwa zwischen 1929 und 1933 moderierte Max Tau regelmäßig Literatursendungen im Rundfunk, oft zusammen mit Wolfgang von Einsiedel.
1935 wurde er aus der Reichsschrifttumskammer ausgeschlossen. David Basker zufolge soll er der letzte bis dahin in der Kammer verbliebene Jude gewesen sein. 1938 floh er nach Oslo, wo er als Lektor im Johan-Grundt-Tanum-Verlag bis zum Beginn der deutschen Besatzung arbeitete. 1942 floh er nach Schweden.
In Stockholm war er Mitbegründer des Neuen Verlags, der sich für neuere deutsche Literatur einsetzte, so für Lion Feuchtwanger, Heinrich Mann, Alfred Neumann und Arnold Zweig. Dort lernte er auch Tove Filseth kennen, die norwegische Repräsentantin der Nansenhilfe. Sie heirateten 1944.
1944 wurde ihm durch die norwegische Exilregierung die norwegische Staatsbürgerschaft zuerkannt. Außer ihm erhielt sie nur noch Willy Brandt.
1945 kehrte er nach Oslo zurück und arbeitete bis zum Lebensende weiter als Lektor bei Tanum bzw. ab 1957 im Verlag Aschehoug. Trotz persönlicher Verfolgung und der Ermordung nächster Verwandter durch die Nationalsozialisten setzte sich Max Tau gleich nach dem Krieg für eine Verständigung mit Deutschland ein und half bei der Verbreitung deutscher Nachkriegsliteratur in ganz Skandinavien.
Erstmals verfasste er nun auch eigene Romane und autobiographische Aufzeichnungen. Die Versöhnung von Juden und Christen, der Frieden zwischen den Nationen, aber auch zwischen den Generationen, waren Thema zahlreicher Vorträge, Aufsätze, Bücher und Briefe. Tau war befreundet mit Albert Schweitzer, Trygve Gulbranssen und Nikos Kazantzakis.
1956 gründete er in Zusammenarbeit mit internationalen Verlagen eine „Friedensbücherei“ und 1960 in Oslo die Deutsch-Norwegische Vereinigung (ab 1988: Deutsch-Norwegische Gesellschaft).

## Ehrungen
Max Tau wurde mit zahlreichen Preisen geehrt, so auch mit dem Friedenspreis des deutschen Buchhandels, den er 1950 als Erster empfing, der Ehrenbürgerschaft der Christian-Albrechts-Universität zu Kiel (1965), dem Nelly-Sachs-Preis der Stadt Dortmund (1965), dem Schlesierschild (1965), dem Lessing-Ring in Verbindung mit dem Literatur- und Kulturpreis der deutschen Freimaurer (1966), dem Großen Bundesverdienstkreuz (1957) mit Stern (1967) und dem dänischen Sonning-Preis (1970). Zwei Schulen wurden nach ihm benannt: die Max-Tau-Schule in Kiel (1967), zu der er bis kurz vor seinem Tod einen intensiven persönlichen Kontakt pflegte, und die Deutsche Schule Oslo – Max Tau (1998). Außerdem wurde die Max-Tau-Straße in Hamburg nach ihm benannt. 1972 wurde er für seine Verdienste in Norwegen mit dem Sankt-Olav-Orden ausgezeichnet.
Einige Jahre nach Verleihung des Lessing-Rings wurde Tau in St. Peter Ording in die Freimaurerloge Eidora zum Schwan aufgenommen.
Der erschlossene Nachlass von Max Tau befindet sich in der Handschriftenabteilung der Stadt- und Landesbibliothek Dortmund.

## Selbstzeugnisse
„Die Literatur […] – von ihrem Geist hängt es ab, ob wir den Frieden erreichen können. [Die Literatur hat] die Verantwortung, den Menschen wieder zu einer neuen ethischen Grundlage zu verhelfen.“

„Die deutschen Verleger sollen die Organisation dieser kleinen Schriften der Jugend übernehmen: ein Weg zur Friedensbücherei, die von hier aus aufgebaut werden soll. Die Dichter, Wissenschaftler, Künstler aller Nationen sollen daran beteiligt sein.“

„Was die deutschen Autoren angeht, so muß ich sehr dankbar sein, daß ich in einer Zeit gelebt habe, wo es wirklich große Talente gab. Ich brauche heute nur noch die Namen zu nennen, die noch immer im Lichtpunkt stehen: die wunderbare Dichterin Marie Luise Kaschnitz, vielleicht einer der wichtigsten Dichter in Deutschland: Wolfgang Koeppen.“

## Veröffentlichungen
- Bruno Arndt. Sein Wesen und Werk (= Die Zeitbücher, Band 98), Verlag der Fr. Lintz'schen Buchhandlung, Trier 1920
- Hrsg.: Die Stillen. Dichtungen. Gesammelt und mit einem Geleitwort von Max Tau, Verlag der Fr. Lintz'schen Buchhandlung, Trier 1921
- Hrsg.: Das Wilhelm Schmidtbonn Buch, Otto Quikow, Berlin, Lübeck, Leipzig 1927
- Landschafts- und Ortsdarstellung Theodor Fontanes, Schwartz, Oldenburg 1928
- Hrsg., zusammen mit Wolfgang von Einsiedel: Vorstoss Prosa der Ungedruckten, Verlag Bruno Cassirer, Berlin 1930
- Tro paa mennesket, 1946
- Glaube an den Menschen, Herbig Verlagsbuchhandlung, Berlin 1948
- For over oss er himmelen, 1954
- Denn über uns ist der Himmel, Hoffmann und Campe, Hamburg 1955
- Das Land, das ich verlassen mußte, Hoffmann und Campe, Hamburg, 1961
- Landet jeg måtte forlate, Aschehoug, Oslo 1961 (norwegische Ausgabe von Das Land, das ich verlassen musste, aus dem Deutschen von C.F. Engelstad)
- Ein Flüchtling findet sein Land, Hoffmann und Campe, Hamburg 1964
- En flyktning finder sitt land, Aschehoug, Oslo 1964 (norwegische Ausgabe von Ein Flüchtling findet sein Land, aus dem Deutschen von C.F. Engelstad)
- Auf dem Weg zur Versöhnung, Hoffmann und Campe, Hamburg 1968
- Trotz allem! Lebenserinnerungen aus siebzig Jahren, Siebenstern, Hamburg o. J.